# Bernard Madoff
Bernard Lawrence "Bernie" Madoff (Queens, New York, 1938. április 29. – Butner, Észak-Karolina, 2021. április 14.) amerikai csaló, üzletember, kereskedő, befektetési tanácsadó és befektető, akit súlyos csalás miatt börtönbüntetésre ítéltek egy amerikai szövetségi börtönben, tömeges mértékben alkalmazott Ponzi módszerű bűncselekményekért.
A Ponzi módszer egyfajta pilótajáték, szélhámosságon alapuló befektetési séma. Bernard Madoff a NASDAQ részvénypiac korábbi elnöke, aki bevallottan a világtörténelem legnagyobb Ponzi-rendszerét működtette és az Egyesült Államok történelmének legnagyobb pénzügyi csalását követte el. Az ügyészek szerint a csalás értéke 64,8 milliárd dollár, mivel 2008. november 30-án ez az összeg szerepelt Madoff 4800 ügyfelének számláján.
1960-ban Madoff alacsony értékű értékpapírokkal kereskedő brókercéget alapított, ahol a vállalatok penni részvényekkel kereskedtek. Tulajdonképpen ebből nőtt ki későbbi cége, a Bernard L. Madoff Investment Securities (Madoff Értékpapír-piaci Befektetés). 2008. december 11-ei letartóztatásáig a vállalat elnöke volt. A cég a Wall Street egyik legfontosabb piaci szereplője volt, amely úgy kerülte meg a tőzsdei ’szakcégeket’, hogy közvetlenül kiskereskedelmi brókerektől hajtott végre megbízásokat.
A cégnél bátyját, Peter Madoffot nevezte ki a vezérigazgatónak és megfelelősség-ellenőrzési főtisztviselőnek (CCO), Peter lányát, Shana Madoffot és az azóta elhunyt Madoff-fiúkat, Andrewt és Markot a cég szabályzatainak megfelelősségéért felelős tisztségviselőként és ügyvédként alkalmazta. Petert 10 év börtönbüntetésre ítélték, Mark öngyilkosságot követett el, felakasztotta magát pontosan 2 évvel az apjuk letartóztatása után. Andrew nyirokcsomó-daganatban (limfóma) halt meg 2014. szeptember 3-án.
2008. december 10-én Madoff fiai elmondták a hatóságoknak, hogy apjuk bevallotta: a cég vagyonkezelő részlege egyszerűen egy hatalmas Ponzi rendszer volt. Apjukat idézve elmondták, hogy az ’egész egy nagy hazugság’ volt. Másnap az FBI ügynökei letartóztatták Madoffot és értékpapír-csalással vádolták meg. Az Egyesült Államok Értékpapír- és Tőzsdei Bizottsága (SEC) korábban már több vizsgálatot is folytatott Madoff ellen, de nem fedeztek fel súlyos csalást. 2009. március 12-én Madoff bűnösnek vallotta magát 11 súlyos szövetségi bűncselekményben, és bevallotta, hogy az általa irányított vagyonkezelési üzletágat hatalmas Ponzi rendszerré alakította át. A befektetési botránynak több ezer áldozata volt, az összes kár több tízmilliárd dollárt tett ki.
Madoff elmondása szerint 1990-es évek elején alakította ki a Ponzi rendszert, ám a szövetségi nyomozók úgy vélik, hogy az 1980-as évek közepén már üzemelt a piramisjáték, sőt már az 1970-es években is elkezdődhetett. A hiányzó pénz visszaszerzésével megbízottak szerint elképzelhető, hogy a befektetési alap sosem működött valós piaci alapon. Az ügyfélszámlákról, a kitalált nyereséget beleértve, közel 65 milliárd dollár hiányzott.  Az Értékpapír-befektetők Védelmi Társasága (SIPC) 18 milliárd dollárra becsülte a befektetők tényleges veszteségét. 2009. június 29-én Madoffot 150 év börtönbüntetésre ítélték, az életkorában megengedett maximumra, gyakorlatilag életfogytiglanra.
2020 februárjában ügyvédje keresetet nyújtott be, melyben védence szabadon bocsátását kérte, ama indokkal, hogy védence krónikus veseelégtelenségben szenved, és kevesebb, mint 18 hónapja van még hátra. Betegsége miatt Madoff még 2019 decemberében kórházba került. 2021. április 14-én halt meg egy szövetségi börtönben. Életét az HBO 2017-ben Hazugságok mágusa címmel filmben is feldolgozta, Madoffot Robert De Niro alakította.

## Korai évek
Madoff 1938. április 29-én született a New York-i Queensben, zsidó szülők gyermekeként. Apja, Ralph Madoff vízvezeték-szerelő és kis értékű részvényeket áruló ügynök volt, anyja Sylvia Muntner. Madoff nagyszülei lengyelországi, romániai és ausztriai bevándorlók voltak.
Madoff második gyerekként született a háromgyerekes családba. Testvérei Sondra Weiner és Peter Madoff. Bernie Madoff 1956-ban végzett a Far Rockaway középiskolában. Egy évig az Alabama Egyetemen tanult, ahol a Sigma Alpha Mu diákszövetség tagja lett, majd a Hofstra Egyetemre került, ahol 1960-ban politikatudományi diplomát szerzett. Madoff rövid ideig a Brooklyn Law Schoolban jogot is tanult, de miután megalapította saját cégét, a Bernard L. Madoff Investment Securities LLC-t a Wall Streeten, már a saját cégénél dolgozott tovább.

## Karrier
Letartóztatása idején, 2008. december 11-én, Madoff volt a Bernard L. Madoff Investment Securities LLC elnöke.
A cég 1960-ban indult, kis értékű (penni) részvény-kereskedésként 5.000 dollárral (ma 43.000 dollár), mely összeget Madoff vízimentősként és öntözési rendszerek telepítésével kereste meg. Ezenkívül 50.000 dolláros kölcsönt is kapott apósától, amit szintén a cég felépítésébe fektetett. Üzleti vállalkozása egyre jobban ment apósa, Saul Alpern könyvelő segítségével, aki egy baráti körhöz és azok családjaihoz közvetítette ki. Kezdetben a cég árfolyamjegyzéssel foglalkozott: vételi és eladási árakat közölt a Nemzeti Árfolyam Iroda Pink Lapjain keresztül. Majd, hogy konkurálni tudjanak a New York-i tőzsde földszintjén kereskedő tőzsdei tagokkal, a cég innovatív számítógépes technológiát kezdett használni az árajánlatok terjesztéséhez. A próbaidőszak után a Madoff cég által támogatott technológiából létrejött a NASDAQ részvénypiac. 41 évig egyéni vállalkozásként működött, majd 2001-ben a Madoff céggel egyesülve korlátolt felelősségű társaságként (LLC) jött létre, ahol ő lett az egyedüli részvénytulajdonos.
A cég harmadik piaci szolgáltatóként működött, mely megkerülte a tőzsdére szakosodott cégeket, és közvetlenül a kiskereskedelmi brókerek adás-vételi megbízásait hajtotta végre. Egy alkalommal a Madoff Securities volt a NASDAQ legnagyobb árjegyzője, 2008-ban pedig a hatodik legnagyobb árjegyző volt a Wall Street-en.
A cégnek befektetési és tanácsadási részlege is volt, amit a vállalat nem reklámozott, de amely a csalás kivizsgálásakor fókuszba került.
Madoff volt az első, aki kiválóan alkalmazta a ’megrendelési ár’ gyakorlatát, amely szerint a kereskedő fizet a brókernek azért, hogy jogosult legyen a vevő megrendeléseinek teljesítésére. Ezt ’jogi jutaléknak’ hívták. Néhány tudományos szakember megkérdőjelezte eme kifizetések etikusságát. Madoff úgy érvelt, hogy ezek a kifizetések nem változtatták meg az ügyfél által kapott árat. A kifizetéseket általános üzleti gyakorlatnak tekintette.
’Ha a barátnője harisnyát vásárol egy szupermarketben, akkor az állványokat – amelyen kiállítják a harisnyákat – általában az a cég fizeti, amelyik a harisnyákat gyártotta. A megrendelések forgalma olyan kérdés, amely hatalmas figyelmet keltett, de durván túlértékeltek voltak.’
Madoff aktívan tevékenykedett az Értékpapír-kereskedők Országos Szövetségében (NASD), mely értékpapír-iparági önszabályozó szervezetként, a NASDAQ működéséért, szabályzataiért és a közvetlen kiskereskedelmi brókerpiacért volt felelős. Madoff az igazgatótanács elnökeként szolgált, és a Kormányzótanács tagja volt.

## Kormányzati kapcsolatok
1991–2008 között Bernie és Ruth Madoff mintegy 240.000 dollárral támogattak szövetségi jelölteket, rendezvényeket és bizottságokat, beleértve azt az évi 25.000 dolláros támogatást 2005 és 2008 között, amit Demokrata Szenátusi Kampány Bizottsága kapott.
A Bizottság Madoff hozzájárulásából 100.000 dollárt térített vissza Irving Picardnak, a követelést felügyelő csődbiztosnak, akit a becsapott áldozatok kártérítési igényeinek felügyeletével bíztak meg. Charles E. Schumer szenátor csaknem 30.000 dollárt fizetett vissza a csődbiztosnak abból, amit Madofftól és annak rokonaitól kapott. Christopher J. Dodd szenátor 1.500 dollárt adományozott az Elie Wiesel Holocaust-túlélő alapítványának, amely szintén Madoff áldozata lett.
A Madoff-család tagjai az Értékpapír-üzletág és Pénzügyi piacok Szövetségének (SIFMA), a legfontosabb értékpapír-üzletági szervezet vezetői. Bernard Madoff a SIFMA elődjének, az Értékpapír-üzletági Szövetség igazgatótanácsának tagja és a kereskedelmi bizottság elnöke is volt. A DTCC londoni leányvállalatának, az Nemzetközi Értékpapír-Elszámolási Társaság alapítói testületének tagja volt.
Madoff testvére, Peter két periódusig a SIFMA igazgatóságának tagja volt. Peter és Andrew 2008-ban díjat kapott a SIMFA-tól a ’rendkívüli vezetésért és szolgálatért’.  Peter a SIFMA igazgatóságáról 2008 decemberében mondott le, amikor a hírek a Ponzi rendszer bedőléséről szóltak. 2000–2008 között a Madoff testvérek 56.000 dollárt adományoztak közvetlenül a SIFMA-nak, és az iparági rendezvények szponzoraként még további összegekkel támogatták. Bernard Madoff unokahúga, Shana Madoff a SIFMA Megfelelési és Jogi Osztálya Végrehajtó Bizottságának tagja volt, de röviddel a letartóztatás után lemondott.
Madoff neve először 1992-ben merült fel csalással kapcsolatos nyomozás során, amikor ketten panaszt tettek a SEC-nél az Avellino & Bienes cégnél, Madoff apósa cégének jogutódjánál történt befektetésük miatt. Alpern, az após és két kollégája, Frank Avello és Michael Bienes évek óta gyűjtöttek pénzt Madoff számára. Ez a gyakorlat folytatódott azután is, hogy Avellino és Bienes átvette a céget az 1970-es években. Avellino visszaadta a pénzt a befektetőknek, és a SEC lezárta az ügyet.
2004-ben a SEC Megfelelőség-ellenőrzési és Vizsgálati Irodájának (OCIE) egyik ügyvédje, Genevievette Walker-Lightfoot tájékoztatta a felügyeleti ágazat vezetőjét, Mark Donohue-t, hogy a Madoffnál történt szemle során számos ellentmondást talált és további vizsgálatokat javasolt.  Donohue azonban felszólította őt és főnökét, Eric Swansont, hogy hagyják abba a Madoff vizsgálatot, küldjék el nekik a szemle eredményét és helyette a befektetési alapok ágazatát tanulmányozzák. Swanson, a SEC OCIE részlegének vezető munkatársa 2003-ban találkozott Shana Madoff-fal, miközben nagybátyjánál, Bernie Madoffnál és annak cégénél vizsgálatot folytatott. A vizsgálatot 2005-ben lezárták. 2006-ban Swanson otthagyta a SEC-et, eljegyezte Shana Madoffot, és 2007-ben megházasodtak. Swanson szóvivője útján közölte, hogy ’sem a Madoff Securitiesnél, sem annak fiókvállalatainál nem vett részt semmilyen vizsgálatban mialatt kapcsolatban állt Shana Madoff-fal’.
Az ítélet meghozatalának ideje alatt Madoff találkozott H. David Kotz, SEC főfelügyelővel, aki azzal kapcsolatban folytatott vizsgálatot, hogy a szabályozó hatóságok, a számos figyelmeztető jel ellenére hogy-hogy nem fedezték fel a csalást. Madoff elmondta, hogy már 2003-ban elkaphatták volna, de a kétbalkezes felügyelők úgy viselkedtek, mint ’Colombo hadnagy’ és soha nem kérdezték a helyes kérdéseket:
’Megdöbbentem. Még csak meg sem vizsgálták a készlet nyilvántartásomat. Ha a felügyelők megkérdezték volna az Értékpapír-letétkezelési Vállalatot (DTC), a központi értékpapír-letétkezelőt, akkor minden könnyen látható lett volna. Ha Ponzi rendszert vizsgálsz, ez az első, amit tenni kell.’
Madoff 2009. június 17-én egy interjúban elmondta, hogy a SEC elnöke, Mary Schapiro ’kedves barátja’ volt és a SEC biztosa, Eisse Walter ’fantasztikus hölgy’, akit ’elég jól’ ismert.
Madoff letartóztatása után, a SEC-et pénzügyi ismeretek és a megfelelő gondosság hiányával vádolták, mivel Harry Markopolos és mások panaszai hiába érkeztek már csaknem egy évtizede. A SEC főfelügyelője, Kotz szerint a SEC 1992 óta hat vizsgálatot folytatott Madoff ellen, amelyeket vagy az alkalmatlan munkatársak, vagy a pénzügyi szakértők és a visszaélést bejelentő személyek állításainak semmibevétele miatt elhanyagoltak.
Végül néhány SEC felügyelő már abban is kételkedett, hogy Madoff egyáltalán kereskedett valaha.
A SEC aggódott amiatt, hogy a Madoff vizsgálattal kapcsolatban Klozt főfelügyelő is helytelen módon járna el, ezért David C. Williamet az Egyesült Államok Postai Szolgáltatás főfelügyelőjét bízták meg, hogy egy független, külső felülvizsgálatot végezzen.
A Williams jelentés ugyanis megkérdőjelezte Klotz Madoff vizsgálattal kapcsolatos munkáját, mivel Klozt ’nagyon jó barátságban’ volt Markopolossal. A felügyelők nem tudták eldönteni, hogy mikor kezdődött Klotz és Markopolos barátsága. Megsértették volna az etika szabályokat, ha a Klotz barátsága párhuzamos lett volna a Madoff vizsgálattal.

## Befektetési botrány
1999-ben Harry Markopolos, pénzügyi elemző tájékoztatta a SEC-et, hogy véleménye szerint jogilag és matematikailag is lehetetlen a Madoff által bejelentett hasznot elérni. Markopolos szerint négy percbe telt, hogy rájöjjön, Madoff számai hibásak, és egy percre, hogy csalásra gyanakodjon.
Mivel négy órás sikertelen próbálkozás után se tudta kihozni Madoff számait, Markopolos úgy vélte, matematikailag is bizonyította, hogy Madoff csaló. De állításait nem vették komolyan a SEC bostoni irodájában se 2000-ben, se 2001-ben, se a SEC New York-i irodájánál 2005-ben és 2007-ben, amikor további bizonyítékokat mutatott fel Meaghan Cheungnak. Azóta Gaytri Kachroo-val (jogi csapatának vezetőjével) közösen könyvet jelentettek meg, amelynek a címe: ’Senki nem figyelne’.
A könyv részletezi azt az elkeserítő küzdelmet, amelyet tíz éven keresztül vívott a csapatával együtt, hogy figyelmeztesse a kormányzatot, az ágazatot és a sajtót Madoff szélhámosságáról.
Bár Madoff vagyontőke-kezelési üzletága végül multimilliárdos tevékenységgé nőtte ki magát, a nagyobb tőzsdei cégek egyike sem kereskedett vele, mert nem hitték el, hogy a számai valósak. A Wall Street semelyik tőzsdei cége sem fektetett be nála, és több magasrangú vezetőjük gyanította, hogy tevékenysége és állításai nem szabályszerűek. Mások határozottan elképzelhetetlennek tartották, hogy Madoff egyre növekvő számú számláit szakszerűen és jogszerűen tudná kiszolgálni a dokumentációban szereplő számviteli/könyvvizsgáló cég, ahol a céget három személy alkotja és közülük csupán egy fő aktív könyvelő.
Az Ír Központi Bank sem vette észre Madoff gigantikus szélhámosságát akkor, amikor Madoff ír kötvényekkel kezdett foglalkozni, és emiatt nagy mennyiségű információkat kellett benyújtania. Ez elegendő lett volna ahhoz, hogy az ír szabályozó hatóságok jóval korábban fedezzék fel a csalást, mint 2008 vége, amikor Madoffot New Yorkban letartóztatták.
A Szövetségi Nyomozóiroda jelentése és a szövetségi ügyészek vádjai szerint 2008. december első hetében Madoff bizalmasan elárulta egyik vezető munkatársának (a Bloomberg News szerint egyik fiának), hogy 7 milliárd dolláros visszatérítés összehozásával küzd. Madoff évekig egyszerűen a JPMorgan Chase banknál vezetett üzleti számláján helyezte letétbe a befektetők pénzét, és levett pénzt a számláról, amikor visszafizetésre volt szükség. 2008. november 19-én viszont éppen csak annyi pénzt tudott összekaparni, hogy a visszafizetés megtörténhessen. Annak ellenére, hogy néhány régi befektetőjétől készpénz infúziót tudott összeszedni, a Hálaadás után egy héttel világos lett, hogy a még fennálló igények kielégítésének még csak a megkezdésére sincs elég pénz. A Chase számláján 2008. közepén több, mint 5,5 milliárd dollár volt, de november végére ez 234 millió dollárra olvadt – a visszafizetendő követelések töredékét se érte el. December 9-én elmondta Frank DiPascalinak, régi asszisztensének, aki felügyelte a szélhámos tanácsadási ügyleteket, hogy bevégeztetett.  December 9-én tájékoztatta bátyját a csalásról. Madoff fiai szerint a következő napon mondta el Mark Madoffnak, hogy két hónappal korábban tervezi 173 millió dolláros bónusz kifizetését. Madoff azt állította, hogy ’nemrég profitot csinált egy üzleti tranzakcióval, és most jött el az ideje annak, hogy elosszák.’ Mark ezt elmondta Andrew Madoffnak és másnap reggel bementek apjuk irodájába. Megkérdezték, hogyan tud az alkalmazottaknak bónuszt fizetni, amikor az üzleti partnereknek kifizetése problémát okoz. Ezután Madoff lakásához utaztak, ahol Ruth Madoff jelenlétében Madoff kijelentette, hogy ’vége van’, ’egyáltalán semmi se maradt’, és hogy a befektetési alapja ’csak egy nagy hazugság volt’ és ’alapjában véve egy hatalmas Ponzi rendszer.’
Az ügyvédjük szerint a Madoff fiai ezután jelentették a történteket a szövetségi hatóságoknak. Madoff azt tervezte, hogy a hét hátralevő részében felszámolja a tevékenységét, mielőtt a fiúk feladják őt. Utasította DiPascalit, hogy az üzleti számláján lévő maradék pénzt utalja ki készpénzben több családtagnak és kedvelt barátnak. De ahogy elhagyták apjuk lakását, Mark és Andrew azonnal felkerestek egy ügyvédet, aki kialakította nekik a kapcsolatot a szövetségi ügyészekkel és a SEC-cel.  2008. december 11-én Madoffot letartóztatták és értékpapír csalással vádolták meg.
2008 decemberében Madoffra 10 millió dollár óvadékot szabtak ki, és a felső East Side-i penthouse lakásában 24 órás felügyelet alatt, házi őrizetben maradt egészen 2009. március 12-ig, amikor Denny Chin bíró visszavonta az óvadékot és vizsgálati fogságra ítélte, amelyet a Metropolitan Correctional Center-ben kellett töltenie. Chin bíró úgy vélte, hogy magas a szökési kockázat, tekintettel Madoff korára, vagyonára és amiatt a lehetőség miatt, hogy élete hátralevő részét börtönben kell töltenie. Az ügyészek két vagyonelkobzásra vonatkozó beadványt nyújtottak be, mely egy sor ingatlanra, személyes vagyontárgyra, és Madoff tulajdonában vagy irányítása alatt lévő pénzügyi érdekeltségre és szervezetre vonatkozott.
Madoff ügyvédje, Ira Sorkin, fellebbezést nyújtott be, amelyet az ügyészek elleneztek. 2009. március 20-án a fellebbviteli bíróság megtagadta Madoff kérését, hogy engedjék ki a börtönből és ítéljék otthoni elzárásra a 2009. június 29-i ítélethozatalig. 2009. június 22-én, Sorkin kézbesített a bíróknak egy szokásos ítélet előtti levelet, melyben 12 év börtönbüntetést kért a vádlottra, mert a Társadalombiztosítási Igazgatóság táblázata szerint Madoff hátralevő élettartama várhatóan 13 év lenne.
2009. június 26-án Chin bíró Madoff 170 millió dollár értékű vagyonának elkobzásáról döntött. Az ügyészek azt kérték Chin bírótól, hogy 150 év börtönbüntetésre ítélje Madoffot.
Irving Picard, csődgondnok jelezte, hogy ’Madoff úr se jelentős együttműködést, se segítséget’ nem nyújtott.
A szövetségi ügyészekkel kötött egyezség szerint, Madoff felesége, Ruth beleegyezett, hogy megfosszák 85 millió értékű vagyontárgyi követelésétől, és 2,5 millió dollár készpénzt hagyjanak neki. A határozat lehetővé tette a SEC és a Bíróság által kinevezett Irvin Picard Csődgondnok számára, hogy Ruth Madoff pénzeszközeit feltárja.
A massachusetts-i szabályzó hatóságok azzal is vádolták Ruth-t, hogy felvett 15 millió dollárt a vállalati számláról, röviddel azelőtt, hogy vallomást tett volna.
2009 februárjában Madoff egyezséget kötött a SEC-cel. Később kiderült, hogy az egyezmény része volt az, hogy Madoff elfogadja az örökös eltiltást az értékpapír ágazati tevékenységtől.
Picard 198 millió dollárra perelte Madoff fiait, Markot és Andrewt, Madoff testvérét, Petert, és Peter lányát, Shanat gondatlanság és bizalmi kötelezettség megszegése miatt. Az alperesek 2001 óta több, mint 80 millió dollár kártérítést kaptak.

## A csalás mechanizmusa
A SEC azzal vádolta Anette Bongiornot és Joann Crupit, a Madoffnál dolgozó back-office munkatársakat, hogy hamis kereskedési jelentéseket készítettek, melyek olyan hozamokon alapultak, amelyeket Madoff határozott meg.
Például, amikor Madoff meghatározta egy ügyfél nyereségét, akkor a back-office munkatársnak egy korábbi dátummal ellátott hamis kereskedési jelentést kellett készíteni, majd egy hamis záró kereskedelmet adtak meg, olyan összegben, hogy a megfelelő profitot tudják kimutatni, vélte a vádirat.
Az ügyészek azt állítják, hogy Bongiorno olyan speciális számítógépes programot használt, amelyet arra terveztek, hogy korábbra keltezze a kereskedést, és manipulálja a számlakivonatokat.
Felidézték, hogy 1990-es évek elején Bongiorno levelet írt egy menedzsernek: ’Arra van szükségem, hogy bármilyen elszámolási dátumot megadhassak.’ Némely esetben a hozamot állítólag már a számla nyitása előtt meghatározták.
DiPascali és csapata a Lipstick épület 17. emeletén, ahol a csalási tranzakciók zajlottak (Madoff ügynöksége a 19. emeleten, a főbejárat és a konferenciaterem a 18. emeleten volt) naponta figyelték a S&P 100 záró árát. Azután kiválasztották a legjobban teljesítő részvényeket, és olyan mondvacsinált részvénycsomag ’kosarakat’ készítettek, amelyek a hamis kereskedelmi tételek alapjául szolgáltak. Madoff állítása szerint ezek az ő állítólagos ’részvényár-kötési ár konverziós stratégiájából’ származtak, amely szerint blue-chips részvényeket vett és opciós szerződéseket kötött rájuk. A kereskedést gyakran a részvény havi magas vagy alacsony szintjén végezték, ami magas ’hozamot’ eredményezett, és amelyet az ügyfeleknek továbbítottak.  Néha melléfogtak, és úgy keltezték a kereskedést, mintha hétvégén vagy ünnepnapon történne, jóllehet ezen soha nem buktak meg. Az évek során Madoff figyelmeztette a befektetőit, hogy hallgassanak a vele való kapcsolatukról. Ennek az volt az oka, hogy tisztában volt a ’részvényár-kötési ár konverzió’ törvényes határaival.  Tudta, hogyha az általa ’kezelt’ összeg ismertté válna, akkor a befektetők megkérdeznék, hogyan tudott kereskedni az állítása szerinti összeggel ilyen léptékben anélkül, hogy a piac reagált volna erre a tevékenységére, vagy volt-e elegendő lehetőség a részvényei vásárlásának fedezésére.
Legalább 2001-ben, Harry Markopolos felfedezte, hogy Madoff stratégiájának legitimitása érdekében több opciót kellett volna vásárolni a Chicagói Opciós Tőzsde igazgatóságon, mint amennyi valójában létezett. Ezen túlmenően legalább egy Fedezeti alapkezelő, Suzanne Murphy kijelentette, hogy ódzkodott attól, hogy Madoff-fal kereskedjen, mert nem hitte el, hogy van elegendő mennyiségű pénz az állítólagos kereskedelmi tevékenység támogatásához.
Madoff elismerte a 2009. márciusi fellebbezésében, hogy a módszerének lényege az volt, hogy letétbe helyezte az ügyfelek pénzét a Chase üzleti számlán, ahelyett, hogy befektették és állandó hozamokat generáltak volna, ahogy az ügyfelek hitték. Amikor az ügyfelek kérték a pénzüket, akkor ’a Chase Manhattan számlán levő pénzt használtam a kért pénzeszköz kifizetésére, amely vagy az övé, vagy más ügyfélé volt' – mondta a bíróságnak.
Madoff kitartott amellett, hogy az 1990-es évek elején kezdte meg a csalást, míg az ügyészek úgy gondolták, hogy már az 1980-as években elkezdődött. Például DiPascali azt mondta az ügyészeknek: valamikor az 1980-as évek végén vagy az 1990-es évek elején már tudta, hogy a befektetési tanácsadás ámítás. Egy nyomozó, akit a Madoff módszer rekonstruálásával bíztak meg, úgy vélte, hogy a csalás 1964-ben már jócskán zajlott. Állítólag Madoff nem sokkal letartóztatása után egy ismerősnek azt mondta: a csalás ’csaknem azonnal’ elkezdődött, alighogy a cég megnyitotta kapuit. Borgiorno, aki több mint 40 évet töltött Madoff-fal – Petert és Rutht kivéve mindenkinél többet –, elmondta a nyomozóknak: ’ugyanazokat a dolgokat csinálta 2008-ban’, mint amit akkor, mikor először csatlakozott a céghez.

## Kapcsolati csalás
Madoff gazdag amerikai zsidó közösségeket célzott meg, felhasználva a csoportbeliség státuszát, hogy zsidó személyek és intézmények beruházásait megszerezze. A kapcsolati csalás áldozatainak tekintett zsidó jótékonysági szervezetek közé tartozik a Hadassah, az Amerikai Női Cionista Szervezet, az Elie Wiesel Alapítvány és Steven Spielberg Wunderkinder Alapítványa. A zsidó szövetségek és kórházak dollármilliókat vesztettek, egyes szervezetek csődöt jelentettek. A Lappin Alapítvány például arra kényszerült, hogy ideiglenesen felhagyjon a tevékenységével, mert értékpapírjait Madoffnál fektette be.

## Fordítás
- Ez a szócikk részben vagy egészben  a   Bernard Madoff című angol Wikipédia-szócikk fordításán alapul.  Az eredeti cikk szerkesztőit annak laptörténete sorolja fel. Ez a jelzés csupán a megfogalmazás eredetét és a szerzői jogokat jelzi, nem szolgál a cikkben szereplő információk forrásmegjelöléseként.